# Константинос Типалдос (офицер)
 Тази статия е за офицера.  За просветния деец вижте Константин Типалдос.  
Константинос Алфонсатос Типалдос (на гръцки: Κωνσταντίνος Αλφονσάτος – Τυπάλδος) е гръцки морски офицер, вицеадмирал, деец на гръцката въоръжена пропаганда в Македония, ръководител на метеж в гръцкия флот в 1909 година, участник в Балканските войни 1912—1913 година, министър.

## Биография
Произхожда от старинния аристократичен род от остров Корфу Алфонсатос, клон на рода Типалдос. Завършна военноморскокто училище в Пирея и взима участие в Гръцко-турската война от 1897 година. По-късно като офицер се присъединява към гръцката въоръжена пропагадна в Македония. Типалдос е отличен стрелец.
Типалдос като капитан-лейтенант влиза във Военния съюз на гръцки офицери, начело с полковник Николаос Зорбас, който след преврата в Гуди кара кралския двор и политиците да проведат реформи в армията и в страната. Но след като Военния съюз става на практика правителствен орган и към него започват да се присламчват много висши флотски офицери, Типалдос влиза в конфликт с него. На 16 октомври Типалдос заедно със свои привърженици завладява 5 ескадрени миноносци във военноморската база на остров Саламин. Срещу метежниците е изпратена вярна на правителството група броненосци. Типалдос, на борда на „Сфендони“, командван от Йоанис Деместихас, с група от три ескадрени миноносци, приема боя в Саламинския пролив. Артилерийският дуел продължава 15 минути. В резултат на пряко попадение „Сфендони“ получава пробив и за да избегне потъването, Типалдос дава команда да се изкара миноносеца в плитчините. „Навкратуса“ получава по-леки повреди. Загиват 5 моряци от метежните миноносци. Типалдос и 7 негови съратници бягат на сушата, но са заловени и съдени. Процесът става арена на политическа борба и с поддръжсата на краля след няколко месеца метежниците са амнистирани, но Типалдос е принуден да напусне Гърция.

## Балкански войни
В Балканската война в 1912 - 1913 година Типалдос е командир на ескадрения миноносец „Ники“, а през Междусъюзническата война в 1913 командва полк за морски десант (29-и полк), действащ в крайбрежните градове в Източна Македония Тракия. На 26 юни/9 юли влиза в Кавала. В същия ден гръцката армия влиза в Струмица и морските пехотинци се свързват със съюзническите сръбски части. На 1/14 июля е зает Дедеагач, а на следващия ден Гюмюрджина.

## Последни години
В 1920 година Типалдос става контраадмирал. В 1922 е депутат от остров Корфу в Третото национално събрание и става морски министър. В 1926 година е назначен за началник на Генералния щаба на Флота. Излиза в оставка в 1931 година със званието вицеадмирала. Командир е на основната база на Флота на остров Саламин, директор на Школата за морска артиллерия и губернатор на Западна Тракия.
Женен е за Мария Николау Сая – племенничка на Димитриос Гунарис и братовчедка на Панайотис Канелопулос.